# زمین‌لرزه ۳۶۵ کرت
زمین‌لرزهٔ سال ۳۶۵ در کرت زمین‌لرزه‌ای بود زیر دریایی که در حدود سپیده‌دم روز ۲۱ ژوئیهٔ سال ۳۶۵ میلادی در شرق دریای مدیترانه روی داد. مرکز احتمالی این زمین‌لرزه را در نزدیکی شهر کرت دانسته‌اند و زمین‌شناسان امروزی شدّت آن را در مقیاس ریشتر، ۸ یا بیشتر تخمین زده‌اند. این زمین‌لرزه خرابی گسترده‌ای را در مرکز و جنوب یونان، شمال لیبی، مصر، قبرس و سیسیل باعث شد و تقریباً تمامی شهرهای کرت را نابود ساخت.
این زلزله در عین حال سبب ایجاد سونامیای شد که کرانه‌های جنوبی و شرقی دریای مدیترانه به‌ویژه لیبی، اسکندریه و دلتای رود نیل را در هم کوبید، هزاران نفر را کشت و کشتی‌ها را تا ۳ کیلومتر در درون خشکی پرتاب کرد. شدت ویرانگری این سونامی تا آنجا بود که سالگرد وقوع آن تا پایان سدهٔ ششم میلادی همچنان در اسکندریه به‌عنوان «روز وحشت» گرامی داشته می‌شد.
در عین حال گمان می‌رود عامل بالاآمدگی ۹ متری جزیرهٔ کرت همین زمین‌لرزه بوده باشد، هرچند ارزیابی‌های مجددی که اخیراً با استفاده از کربن رادیواکتیو صورت‌گرفته نشان می‌دهد که این بالاآمدگی احتمالاً در تاریخی دیرتر از تاریخ وقوع زلزله روی داده است.
زلزلهٔ سال ۳۶۵ کرت تأثیری عمیق بر افکار نویسندگان اواخر دوران کلاسیک داشت و شماری از آنا به این واقعه در نوشته‌هایشان اشاره کرده‌اند. امیانوس مارسلینوس، تاریخ‌نگار رومی نیز به‌تفصیل گزارشی از وقوع سونامی در نخستین ساعات ۲۱ ژوئیهٔ ۳۶۵ در اسکندریه نوشته که قابل توجه است، به‌ویژه که او در این گزارش سه مرحلهٔ اصلی سونامی شامل زمین‌لرزهٔ اولیه، عقب‌نشستن ناگهانی دریا و به‌دنبال آن موجی غول‌پیکر که زمین را درمی‌نوردد را به‌وضوح تشخیص داده و از یکدیگر متمایز ساخته است.

## نگارخانه

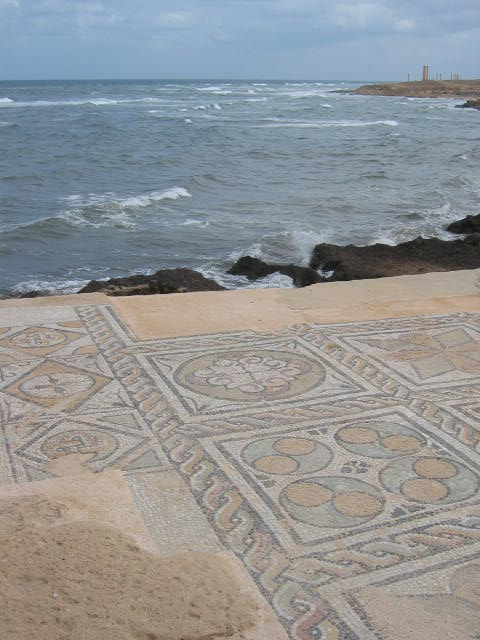
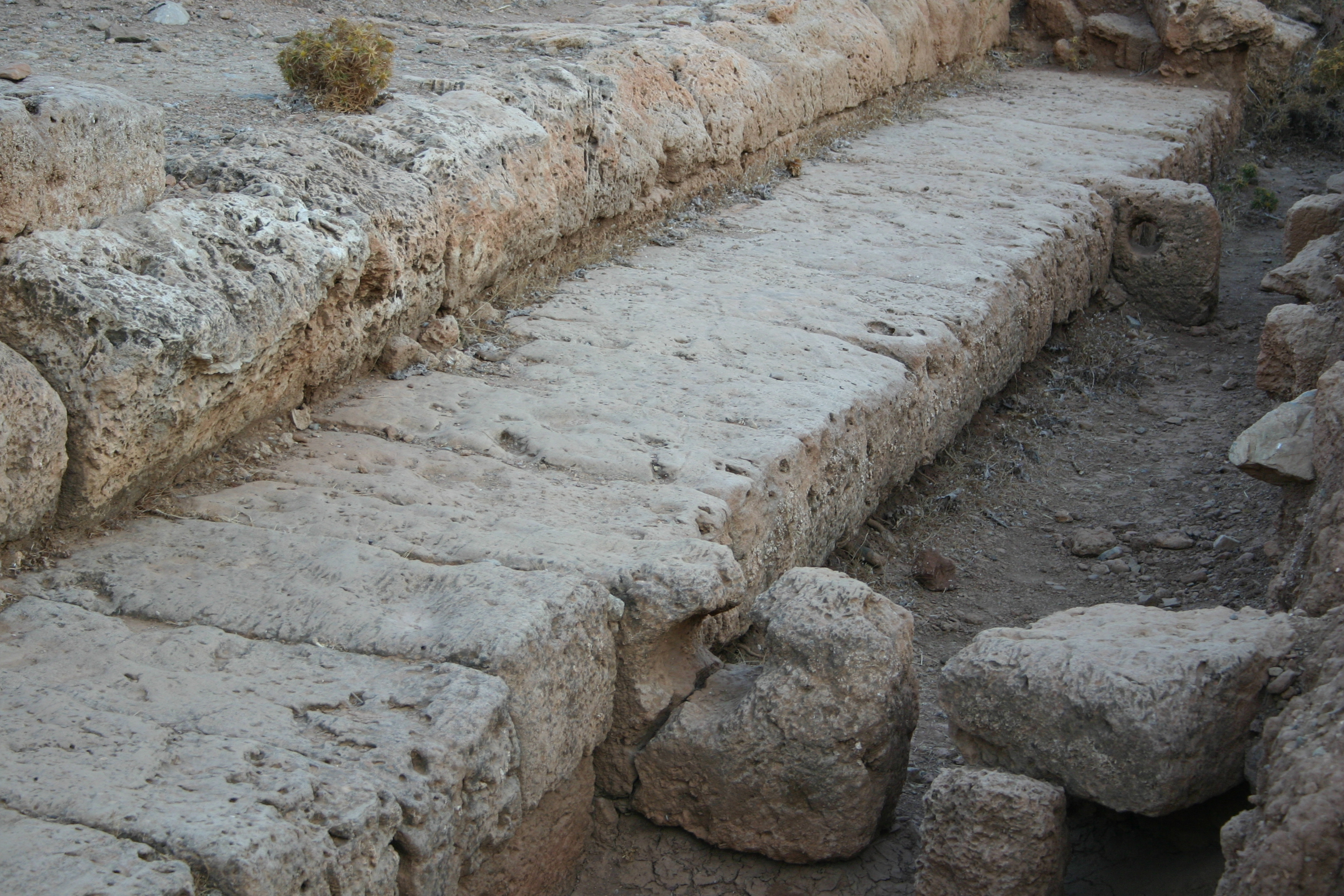